# Kalakpa-Wildtierreservat
Koordinaten: 6° 26′ 0″ N, 0° 27′ 0″ O
Das Kalakpa-Wildtierreservat  (engl. Kalakpa Game Production Reserve) ist ein 32.020 Hektar großes  Forstreservat in Ghana.

## Lage
Das Reservat befindet sich im Südosten des Landes, etwa 120 Kilometer (Luftlinie) nordöstlich der Hauptstadt Accra und etwa 30 Kilometer südlich der Stadt Ho in der Volta Region.

## Beschreibung
Das Schutzgebiet wurde 1975 auf Beschluss der ghanaischen Regierung gegründet, es liegt an den Ausläufern der Togo-Berge. Bevor dieses Gebiet zum Tierreservat wurde, diente es vor allem Ausländern in den größeren Städten Ghanas als bevorzugtes Jagdgebiet.
In diesem Tierreservat findet man außer Löwen und Elefanten die typischen ghanaische Tierwelt der ghanaischen Baumsavanne an. Neben anderen Tieren findet sich im Reservat eine Vielzahl von Büffeln, Antilopen, Pavianen und kleineren Säugetieren. Die Vogelwelt ist hier sehenswert.